# Ampulex nigrocoerulea
Ampulex nigrocoerulea är en  stekelart som beskrevs av De Saussure in Distant 1892. Ampulex nigrocoerulea ingår i släktet Ampulex och familjen Ampulicidae. Inga underarter finns listade i Catalogue of Life.